# Réchésy
Réchésy är en kommun i departementet Territoire de Belfort i regionen Bourgogne-Franche-Comté i östra Frankrike. Kommunen ligger i kantonen Delle som tillhör arrondissementet Belfort. År 2022 hade Réchésy 765 invånare.

## Befolkningsutveckling
Antalet invånare i kommunen Réchésy
| Referens: INSEE |